# Nyanga Bantang
Nyanga Bantang (Schreibvariante: Nyaga Bantang) ist eine Ortschaft im westafrikanischen Staat Gambia.
Nach einer Berechnung für das Jahr 2013 leben dort etwa 296 Einwohner, das Ergebnis der letzten veröffentlichten Volkszählung von 1993 betrug 220.

## Geographie
Nyanga Bantang liegt am nördlichen Ufer des Gambia-Fluss in der Central River Region, Distrikt Niani. Der Ort liegt unmittelbar an der North Bank Road, rund 16 Kilometer von Wassu entfernt. Hier zweigt eine Straße nach dem acht Kilometer südwestlich entfernten Kerr Batch ab, das für seine Steinkreise von Kerr Batch bekannt ist.